# Лунд, Фредрик Станг
Фредрик Станг Лунд (17 ноября 1859, Кристиания – 13 июня 1922, Стокгольм) – норвежский политический и государственный деятель, юрист.

## Биография
Сын священника. Внук первого премьер-министра Норвегии Фредерика Станга.
Изучал право в Берлине, Париже и Мюнхене.
Член Либеральной партии Норвегии. С 1881 года – кандидат юридических наук.
В 1895 году работал адвокатом Верхового суда. В том же году стал мэром Осло.
С октября 1895 года занимал пост министра финансов Норвегии. В 1895-1896 годах был министром аудита. 
В 1897-1898 годах работал в должности министра труда. Был заседателем Верховного суда в 1898 году.
Член канцелярии премьер-министра в Стокгольме (1896–1897).
Похоронен на Западном кладбище Осло.